# Diplospinifer serpenticola
Diplospinifer serpenticola är en hakmaskart som beskrevs av Fukui 1929. Diplospinifer serpenticola ingår i släktet Diplospinifer och familjen Polymorphidae. Inga underarter finns listade i Catalogue of Life.